# Love Myself
Love Myself è il singolo di debutto dell'attrice e cantante statunitense Hailee Steinfeld, pubblicato nel 2015 ed estratto dall'EP Haiz.

## Descrizione
Il brano è stato scritto da Hailee Steinfeld, Mattias Larsson, Robin Fredriksson, Oscar Holter, Julia Michaels e Justin Tranter.

## Video musicale
Il video musicale è stato diretto da Hannah Lux Davis.

## Tracce
1. Love Myself – 3:38